# テチマン
テチマン（英語: Techiman）は、ガーナの町である。ボノ・イースト州の州都である。